# Patt
|   | a                                              | b                                              | c                                              | d                                              | e                                              | f                                              | g                                              | h                                              |   |
| 8 | a8 svart kung · b6 vit drottning · a5 vit kung | a8 svart kung · b6 vit drottning · a5 vit kung | a8 svart kung · b6 vit drottning · a5 vit kung | a8 svart kung · b6 vit drottning · a5 vit kung | a8 svart kung · b6 vit drottning · a5 vit kung | a8 svart kung · b6 vit drottning · a5 vit kung | a8 svart kung · b6 vit drottning · a5 vit kung | a8 svart kung · b6 vit drottning · a5 vit kung | 8 |
| 7 | a8 svart kung · b6 vit drottning · a5 vit kung | a8 svart kung · b6 vit drottning · a5 vit kung | a8 svart kung · b6 vit drottning · a5 vit kung | a8 svart kung · b6 vit drottning · a5 vit kung | a8 svart kung · b6 vit drottning · a5 vit kung | a8 svart kung · b6 vit drottning · a5 vit kung | a8 svart kung · b6 vit drottning · a5 vit kung | a8 svart kung · b6 vit drottning · a5 vit kung | 7 |
| 6 | a8 svart kung · b6 vit drottning · a5 vit kung | a8 svart kung · b6 vit drottning · a5 vit kung | a8 svart kung · b6 vit drottning · a5 vit kung | a8 svart kung · b6 vit drottning · a5 vit kung | a8 svart kung · b6 vit drottning · a5 vit kung | a8 svart kung · b6 vit drottning · a5 vit kung | a8 svart kung · b6 vit drottning · a5 vit kung | a8 svart kung · b6 vit drottning · a5 vit kung | 6 |
| 5 | a8 svart kung · b6 vit drottning · a5 vit kung | a8 svart kung · b6 vit drottning · a5 vit kung | a8 svart kung · b6 vit drottning · a5 vit kung | a8 svart kung · b6 vit drottning · a5 vit kung | a8 svart kung · b6 vit drottning · a5 vit kung | a8 svart kung · b6 vit drottning · a5 vit kung | a8 svart kung · b6 vit drottning · a5 vit kung | a8 svart kung · b6 vit drottning · a5 vit kung | 5 |
| 4 | a8 svart kung · b6 vit drottning · a5 vit kung | a8 svart kung · b6 vit drottning · a5 vit kung | a8 svart kung · b6 vit drottning · a5 vit kung | a8 svart kung · b6 vit drottning · a5 vit kung | a8 svart kung · b6 vit drottning · a5 vit kung | a8 svart kung · b6 vit drottning · a5 vit kung | a8 svart kung · b6 vit drottning · a5 vit kung | a8 svart kung · b6 vit drottning · a5 vit kung | 4 |
| 3 | a8 svart kung · b6 vit drottning · a5 vit kung | a8 svart kung · b6 vit drottning · a5 vit kung | a8 svart kung · b6 vit drottning · a5 vit kung | a8 svart kung · b6 vit drottning · a5 vit kung | a8 svart kung · b6 vit drottning · a5 vit kung | a8 svart kung · b6 vit drottning · a5 vit kung | a8 svart kung · b6 vit drottning · a5 vit kung | a8 svart kung · b6 vit drottning · a5 vit kung | 3 |
| 2 | a8 svart kung · b6 vit drottning · a5 vit kung | a8 svart kung · b6 vit drottning · a5 vit kung | a8 svart kung · b6 vit drottning · a5 vit kung | a8 svart kung · b6 vit drottning · a5 vit kung | a8 svart kung · b6 vit drottning · a5 vit kung | a8 svart kung · b6 vit drottning · a5 vit kung | a8 svart kung · b6 vit drottning · a5 vit kung | a8 svart kung · b6 vit drottning · a5 vit kung | 2 |
| 1 | a8 svart kung · b6 vit drottning · a5 vit kung | a8 svart kung · b6 vit drottning · a5 vit kung | a8 svart kung · b6 vit drottning · a5 vit kung | a8 svart kung · b6 vit drottning · a5 vit kung | a8 svart kung · b6 vit drottning · a5 vit kung | a8 svart kung · b6 vit drottning · a5 vit kung | a8 svart kung · b6 vit drottning · a5 vit kung | a8 svart kung · b6 vit drottning · a5 vit kung | 1 |
|   | a                                              | b                                              | c                                              | d                                              | e                                              | f                                              | g                                              | h                                              |   |

|   | a | b | c | d | e | f | g | h |   |
| 8 | f8 svart löpare · g8 svart springare · h8 svart torn · e7 svart bonde · g7 svart bonde · h7 svart drottning · e6 vit drottning · f6 svart bonde · g6 svart kung · h6 svart torn · h5 svart bonde · h4 vit bonde · e3 vit bonde · a2 vit bonde · b2 vit bonde · c2 vit bonde · d2 vit bonde · f2 vit bonde · g2 vit bonde · a1 vit torn · b1 vit springare · c1 vit löpare · e1 vit kung · f1 vit löpare · g1 vit springare · h1 vit torn | f8 svart löpare · g8 svart springare · h8 svart torn · e7 svart bonde · g7 svart bonde · h7 svart drottning · e6 vit drottning · f6 svart bonde · g6 svart kung · h6 svart torn · h5 svart bonde · h4 vit bonde · e3 vit bonde · a2 vit bonde · b2 vit bonde · c2 vit bonde · d2 vit bonde · f2 vit bonde · g2 vit bonde · a1 vit torn · b1 vit springare · c1 vit löpare · e1 vit kung · f1 vit löpare · g1 vit springare · h1 vit torn | f8 svart löpare · g8 svart springare · h8 svart torn · e7 svart bonde · g7 svart bonde · h7 svart drottning · e6 vit drottning · f6 svart bonde · g6 svart kung · h6 svart torn · h5 svart bonde · h4 vit bonde · e3 vit bonde · a2 vit bonde · b2 vit bonde · c2 vit bonde · d2 vit bonde · f2 vit bonde · g2 vit bonde · a1 vit torn · b1 vit springare · c1 vit löpare · e1 vit kung · f1 vit löpare · g1 vit springare · h1 vit torn | f8 svart löpare · g8 svart springare · h8 svart torn · e7 svart bonde · g7 svart bonde · h7 svart drottning · e6 vit drottning · f6 svart bonde · g6 svart kung · h6 svart torn · h5 svart bonde · h4 vit bonde · e3 vit bonde · a2 vit bonde · b2 vit bonde · c2 vit bonde · d2 vit bonde · f2 vit bonde · g2 vit bonde · a1 vit torn · b1 vit springare · c1 vit löpare · e1 vit kung · f1 vit löpare · g1 vit springare · h1 vit torn | f8 svart löpare · g8 svart springare · h8 svart torn · e7 svart bonde · g7 svart bonde · h7 svart drottning · e6 vit drottning · f6 svart bonde · g6 svart kung · h6 svart torn · h5 svart bonde · h4 vit bonde · e3 vit bonde · a2 vit bonde · b2 vit bonde · c2 vit bonde · d2 vit bonde · f2 vit bonde · g2 vit bonde · a1 vit torn · b1 vit springare · c1 vit löpare · e1 vit kung · f1 vit löpare · g1 vit springare · h1 vit torn | f8 svart löpare · g8 svart springare · h8 svart torn · e7 svart bonde · g7 svart bonde · h7 svart drottning · e6 vit drottning · f6 svart bonde · g6 svart kung · h6 svart torn · h5 svart bonde · h4 vit bonde · e3 vit bonde · a2 vit bonde · b2 vit bonde · c2 vit bonde · d2 vit bonde · f2 vit bonde · g2 vit bonde · a1 vit torn · b1 vit springare · c1 vit löpare · e1 vit kung · f1 vit löpare · g1 vit springare · h1 vit torn | f8 svart löpare · g8 svart springare · h8 svart torn · e7 svart bonde · g7 svart bonde · h7 svart drottning · e6 vit drottning · f6 svart bonde · g6 svart kung · h6 svart torn · h5 svart bonde · h4 vit bonde · e3 vit bonde · a2 vit bonde · b2 vit bonde · c2 vit bonde · d2 vit bonde · f2 vit bonde · g2 vit bonde · a1 vit torn · b1 vit springare · c1 vit löpare · e1 vit kung · f1 vit löpare · g1 vit springare · h1 vit torn | f8 svart löpare · g8 svart springare · h8 svart torn · e7 svart bonde · g7 svart bonde · h7 svart drottning · e6 vit drottning · f6 svart bonde · g6 svart kung · h6 svart torn · h5 svart bonde · h4 vit bonde · e3 vit bonde · a2 vit bonde · b2 vit bonde · c2 vit bonde · d2 vit bonde · f2 vit bonde · g2 vit bonde · a1 vit torn · b1 vit springare · c1 vit löpare · e1 vit kung · f1 vit löpare · g1 vit springare · h1 vit torn | 8 |
| 7 | f8 svart löpare · g8 svart springare · h8 svart torn · e7 svart bonde · g7 svart bonde · h7 svart drottning · e6 vit drottning · f6 svart bonde · g6 svart kung · h6 svart torn · h5 svart bonde · h4 vit bonde · e3 vit bonde · a2 vit bonde · b2 vit bonde · c2 vit bonde · d2 vit bonde · f2 vit bonde · g2 vit bonde · a1 vit torn · b1 vit springare · c1 vit löpare · e1 vit kung · f1 vit löpare · g1 vit springare · h1 vit torn | f8 svart löpare · g8 svart springare · h8 svart torn · e7 svart bonde · g7 svart bonde · h7 svart drottning · e6 vit drottning · f6 svart bonde · g6 svart kung · h6 svart torn · h5 svart bonde · h4 vit bonde · e3 vit bonde · a2 vit bonde · b2 vit bonde · c2 vit bonde · d2 vit bonde · f2 vit bonde · g2 vit bonde · a1 vit torn · b1 vit springare · c1 vit löpare · e1 vit kung · f1 vit löpare · g1 vit springare · h1 vit torn | f8 svart löpare · g8 svart springare · h8 svart torn · e7 svart bonde · g7 svart bonde · h7 svart drottning · e6 vit drottning · f6 svart bonde · g6 svart kung · h6 svart torn · h5 svart bonde · h4 vit bonde · e3 vit bonde · a2 vit bonde · b2 vit bonde · c2 vit bonde · d2 vit bonde · f2 vit bonde · g2 vit bonde · a1 vit torn · b1 vit springare · c1 vit löpare · e1 vit kung · f1 vit löpare · g1 vit springare · h1 vit torn | f8 svart löpare · g8 svart springare · h8 svart torn · e7 svart bonde · g7 svart bonde · h7 svart drottning · e6 vit drottning · f6 svart bonde · g6 svart kung · h6 svart torn · h5 svart bonde · h4 vit bonde · e3 vit bonde · a2 vit bonde · b2 vit bonde · c2 vit bonde · d2 vit bonde · f2 vit bonde · g2 vit bonde · a1 vit torn · b1 vit springare · c1 vit löpare · e1 vit kung · f1 vit löpare · g1 vit springare · h1 vit torn | f8 svart löpare · g8 svart springare · h8 svart torn · e7 svart bonde · g7 svart bonde · h7 svart drottning · e6 vit drottning · f6 svart bonde · g6 svart kung · h6 svart torn · h5 svart bonde · h4 vit bonde · e3 vit bonde · a2 vit bonde · b2 vit bonde · c2 vit bonde · d2 vit bonde · f2 vit bonde · g2 vit bonde · a1 vit torn · b1 vit springare · c1 vit löpare · e1 vit kung · f1 vit löpare · g1 vit springare · h1 vit torn | f8 svart löpare · g8 svart springare · h8 svart torn · e7 svart bonde · g7 svart bonde · h7 svart drottning · e6 vit drottning · f6 svart bonde · g6 svart kung · h6 svart torn · h5 svart bonde · h4 vit bonde · e3 vit bonde · a2 vit bonde · b2 vit bonde · c2 vit bonde · d2 vit bonde · f2 vit bonde · g2 vit bonde · a1 vit torn · b1 vit springare · c1 vit löpare · e1 vit kung · f1 vit löpare · g1 vit springare · h1 vit torn | f8 svart löpare · g8 svart springare · h8 svart torn · e7 svart bonde · g7 svart bonde · h7 svart drottning · e6 vit drottning · f6 svart bonde · g6 svart kung · h6 svart torn · h5 svart bonde · h4 vit bonde · e3 vit bonde · a2 vit bonde · b2 vit bonde · c2 vit bonde · d2 vit bonde · f2 vit bonde · g2 vit bonde · a1 vit torn · b1 vit springare · c1 vit löpare · e1 vit kung · f1 vit löpare · g1 vit springare · h1 vit torn | f8 svart löpare · g8 svart springare · h8 svart torn · e7 svart bonde · g7 svart bonde · h7 svart drottning · e6 vit drottning · f6 svart bonde · g6 svart kung · h6 svart torn · h5 svart bonde · h4 vit bonde · e3 vit bonde · a2 vit bonde · b2 vit bonde · c2 vit bonde · d2 vit bonde · f2 vit bonde · g2 vit bonde · a1 vit torn · b1 vit springare · c1 vit löpare · e1 vit kung · f1 vit löpare · g1 vit springare · h1 vit torn | 7 |
| 6 | f8 svart löpare · g8 svart springare · h8 svart torn · e7 svart bonde · g7 svart bonde · h7 svart drottning · e6 vit drottning · f6 svart bonde · g6 svart kung · h6 svart torn · h5 svart bonde · h4 vit bonde · e3 vit bonde · a2 vit bonde · b2 vit bonde · c2 vit bonde · d2 vit bonde · f2 vit bonde · g2 vit bonde · a1 vit torn · b1 vit springare · c1 vit löpare · e1 vit kung · f1 vit löpare · g1 vit springare · h1 vit torn | f8 svart löpare · g8 svart springare · h8 svart torn · e7 svart bonde · g7 svart bonde · h7 svart drottning · e6 vit drottning · f6 svart bonde · g6 svart kung · h6 svart torn · h5 svart bonde · h4 vit bonde · e3 vit bonde · a2 vit bonde · b2 vit bonde · c2 vit bonde · d2 vit bonde · f2 vit bonde · g2 vit bonde · a1 vit torn · b1 vit springare · c1 vit löpare · e1 vit kung · f1 vit löpare · g1 vit springare · h1 vit torn | f8 svart löpare · g8 svart springare · h8 svart torn · e7 svart bonde · g7 svart bonde · h7 svart drottning · e6 vit drottning · f6 svart bonde · g6 svart kung · h6 svart torn · h5 svart bonde · h4 vit bonde · e3 vit bonde · a2 vit bonde · b2 vit bonde · c2 vit bonde · d2 vit bonde · f2 vit bonde · g2 vit bonde · a1 vit torn · b1 vit springare · c1 vit löpare · e1 vit kung · f1 vit löpare · g1 vit springare · h1 vit torn | f8 svart löpare · g8 svart springare · h8 svart torn · e7 svart bonde · g7 svart bonde · h7 svart drottning · e6 vit drottning · f6 svart bonde · g6 svart kung · h6 svart torn · h5 svart bonde · h4 vit bonde · e3 vit bonde · a2 vit bonde · b2 vit bonde · c2 vit bonde · d2 vit bonde · f2 vit bonde · g2 vit bonde · a1 vit torn · b1 vit springare · c1 vit löpare · e1 vit kung · f1 vit löpare · g1 vit springare · h1 vit torn | f8 svart löpare · g8 svart springare · h8 svart torn · e7 svart bonde · g7 svart bonde · h7 svart drottning · e6 vit drottning · f6 svart bonde · g6 svart kung · h6 svart torn · h5 svart bonde · h4 vit bonde · e3 vit bonde · a2 vit bonde · b2 vit bonde · c2 vit bonde · d2 vit bonde · f2 vit bonde · g2 vit bonde · a1 vit torn · b1 vit springare · c1 vit löpare · e1 vit kung · f1 vit löpare · g1 vit springare · h1 vit torn | f8 svart löpare · g8 svart springare · h8 svart torn · e7 svart bonde · g7 svart bonde · h7 svart drottning · e6 vit drottning · f6 svart bonde · g6 svart kung · h6 svart torn · h5 svart bonde · h4 vit bonde · e3 vit bonde · a2 vit bonde · b2 vit bonde · c2 vit bonde · d2 vit bonde · f2 vit bonde · g2 vit bonde · a1 vit torn · b1 vit springare · c1 vit löpare · e1 vit kung · f1 vit löpare · g1 vit springare · h1 vit torn | f8 svart löpare · g8 svart springare · h8 svart torn · e7 svart bonde · g7 svart bonde · h7 svart drottning · e6 vit drottning · f6 svart bonde · g6 svart kung · h6 svart torn · h5 svart bonde · h4 vit bonde · e3 vit bonde · a2 vit bonde · b2 vit bonde · c2 vit bonde · d2 vit bonde · f2 vit bonde · g2 vit bonde · a1 vit torn · b1 vit springare · c1 vit löpare · e1 vit kung · f1 vit löpare · g1 vit springare · h1 vit torn | f8 svart löpare · g8 svart springare · h8 svart torn · e7 svart bonde · g7 svart bonde · h7 svart drottning · e6 vit drottning · f6 svart bonde · g6 svart kung · h6 svart torn · h5 svart bonde · h4 vit bonde · e3 vit bonde · a2 vit bonde · b2 vit bonde · c2 vit bonde · d2 vit bonde · f2 vit bonde · g2 vit bonde · a1 vit torn · b1 vit springare · c1 vit löpare · e1 vit kung · f1 vit löpare · g1 vit springare · h1 vit torn | 6 |
| 5 | f8 svart löpare · g8 svart springare · h8 svart torn · e7 svart bonde · g7 svart bonde · h7 svart drottning · e6 vit drottning · f6 svart bonde · g6 svart kung · h6 svart torn · h5 svart bonde · h4 vit bonde · e3 vit bonde · a2 vit bonde · b2 vit bonde · c2 vit bonde · d2 vit bonde · f2 vit bonde · g2 vit bonde · a1 vit torn · b1 vit springare · c1 vit löpare · e1 vit kung · f1 vit löpare · g1 vit springare · h1 vit torn | f8 svart löpare · g8 svart springare · h8 svart torn · e7 svart bonde · g7 svart bonde · h7 svart drottning · e6 vit drottning · f6 svart bonde · g6 svart kung · h6 svart torn · h5 svart bonde · h4 vit bonde · e3 vit bonde · a2 vit bonde · b2 vit bonde · c2 vit bonde · d2 vit bonde · f2 vit bonde · g2 vit bonde · a1 vit torn · b1 vit springare · c1 vit löpare · e1 vit kung · f1 vit löpare · g1 vit springare · h1 vit torn | f8 svart löpare · g8 svart springare · h8 svart torn · e7 svart bonde · g7 svart bonde · h7 svart drottning · e6 vit drottning · f6 svart bonde · g6 svart kung · h6 svart torn · h5 svart bonde · h4 vit bonde · e3 vit bonde · a2 vit bonde · b2 vit bonde · c2 vit bonde · d2 vit bonde · f2 vit bonde · g2 vit bonde · a1 vit torn · b1 vit springare · c1 vit löpare · e1 vit kung · f1 vit löpare · g1 vit springare · h1 vit torn | f8 svart löpare · g8 svart springare · h8 svart torn · e7 svart bonde · g7 svart bonde · h7 svart drottning · e6 vit drottning · f6 svart bonde · g6 svart kung · h6 svart torn · h5 svart bonde · h4 vit bonde · e3 vit bonde · a2 vit bonde · b2 vit bonde · c2 vit bonde · d2 vit bonde · f2 vit bonde · g2 vit bonde · a1 vit torn · b1 vit springare · c1 vit löpare · e1 vit kung · f1 vit löpare · g1 vit springare · h1 vit torn | f8 svart löpare · g8 svart springare · h8 svart torn · e7 svart bonde · g7 svart bonde · h7 svart drottning · e6 vit drottning · f6 svart bonde · g6 svart kung · h6 svart torn · h5 svart bonde · h4 vit bonde · e3 vit bonde · a2 vit bonde · b2 vit bonde · c2 vit bonde · d2 vit bonde · f2 vit bonde · g2 vit bonde · a1 vit torn · b1 vit springare · c1 vit löpare · e1 vit kung · f1 vit löpare · g1 vit springare · h1 vit torn | f8 svart löpare · g8 svart springare · h8 svart torn · e7 svart bonde · g7 svart bonde · h7 svart drottning · e6 vit drottning · f6 svart bonde · g6 svart kung · h6 svart torn · h5 svart bonde · h4 vit bonde · e3 vit bonde · a2 vit bonde · b2 vit bonde · c2 vit bonde · d2 vit bonde · f2 vit bonde · g2 vit bonde · a1 vit torn · b1 vit springare · c1 vit löpare · e1 vit kung · f1 vit löpare · g1 vit springare · h1 vit torn | f8 svart löpare · g8 svart springare · h8 svart torn · e7 svart bonde · g7 svart bonde · h7 svart drottning · e6 vit drottning · f6 svart bonde · g6 svart kung · h6 svart torn · h5 svart bonde · h4 vit bonde · e3 vit bonde · a2 vit bonde · b2 vit bonde · c2 vit bonde · d2 vit bonde · f2 vit bonde · g2 vit bonde · a1 vit torn · b1 vit springare · c1 vit löpare · e1 vit kung · f1 vit löpare · g1 vit springare · h1 vit torn | f8 svart löpare · g8 svart springare · h8 svart torn · e7 svart bonde · g7 svart bonde · h7 svart drottning · e6 vit drottning · f6 svart bonde · g6 svart kung · h6 svart torn · h5 svart bonde · h4 vit bonde · e3 vit bonde · a2 vit bonde · b2 vit bonde · c2 vit bonde · d2 vit bonde · f2 vit bonde · g2 vit bonde · a1 vit torn · b1 vit springare · c1 vit löpare · e1 vit kung · f1 vit löpare · g1 vit springare · h1 vit torn | 5 |
| 4 | f8 svart löpare · g8 svart springare · h8 svart torn · e7 svart bonde · g7 svart bonde · h7 svart drottning · e6 vit drottning · f6 svart bonde · g6 svart kung · h6 svart torn · h5 svart bonde · h4 vit bonde · e3 vit bonde · a2 vit bonde · b2 vit bonde · c2 vit bonde · d2 vit bonde · f2 vit bonde · g2 vit bonde · a1 vit torn · b1 vit springare · c1 vit löpare · e1 vit kung · f1 vit löpare · g1 vit springare · h1 vit torn | f8 svart löpare · g8 svart springare · h8 svart torn · e7 svart bonde · g7 svart bonde · h7 svart drottning · e6 vit drottning · f6 svart bonde · g6 svart kung · h6 svart torn · h5 svart bonde · h4 vit bonde · e3 vit bonde · a2 vit bonde · b2 vit bonde · c2 vit bonde · d2 vit bonde · f2 vit bonde · g2 vit bonde · a1 vit torn · b1 vit springare · c1 vit löpare · e1 vit kung · f1 vit löpare · g1 vit springare · h1 vit torn | f8 svart löpare · g8 svart springare · h8 svart torn · e7 svart bonde · g7 svart bonde · h7 svart drottning · e6 vit drottning · f6 svart bonde · g6 svart kung · h6 svart torn · h5 svart bonde · h4 vit bonde · e3 vit bonde · a2 vit bonde · b2 vit bonde · c2 vit bonde · d2 vit bonde · f2 vit bonde · g2 vit bonde · a1 vit torn · b1 vit springare · c1 vit löpare · e1 vit kung · f1 vit löpare · g1 vit springare · h1 vit torn | f8 svart löpare · g8 svart springare · h8 svart torn · e7 svart bonde · g7 svart bonde · h7 svart drottning · e6 vit drottning · f6 svart bonde · g6 svart kung · h6 svart torn · h5 svart bonde · h4 vit bonde · e3 vit bonde · a2 vit bonde · b2 vit bonde · c2 vit bonde · d2 vit bonde · f2 vit bonde · g2 vit bonde · a1 vit torn · b1 vit springare · c1 vit löpare · e1 vit kung · f1 vit löpare · g1 vit springare · h1 vit torn | f8 svart löpare · g8 svart springare · h8 svart torn · e7 svart bonde · g7 svart bonde · h7 svart drottning · e6 vit drottning · f6 svart bonde · g6 svart kung · h6 svart torn · h5 svart bonde · h4 vit bonde · e3 vit bonde · a2 vit bonde · b2 vit bonde · c2 vit bonde · d2 vit bonde · f2 vit bonde · g2 vit bonde · a1 vit torn · b1 vit springare · c1 vit löpare · e1 vit kung · f1 vit löpare · g1 vit springare · h1 vit torn | f8 svart löpare · g8 svart springare · h8 svart torn · e7 svart bonde · g7 svart bonde · h7 svart drottning · e6 vit drottning · f6 svart bonde · g6 svart kung · h6 svart torn · h5 svart bonde · h4 vit bonde · e3 vit bonde · a2 vit bonde · b2 vit bonde · c2 vit bonde · d2 vit bonde · f2 vit bonde · g2 vit bonde · a1 vit torn · b1 vit springare · c1 vit löpare · e1 vit kung · f1 vit löpare · g1 vit springare · h1 vit torn | f8 svart löpare · g8 svart springare · h8 svart torn · e7 svart bonde · g7 svart bonde · h7 svart drottning · e6 vit drottning · f6 svart bonde · g6 svart kung · h6 svart torn · h5 svart bonde · h4 vit bonde · e3 vit bonde · a2 vit bonde · b2 vit bonde · c2 vit bonde · d2 vit bonde · f2 vit bonde · g2 vit bonde · a1 vit torn · b1 vit springare · c1 vit löpare · e1 vit kung · f1 vit löpare · g1 vit springare · h1 vit torn | f8 svart löpare · g8 svart springare · h8 svart torn · e7 svart bonde · g7 svart bonde · h7 svart drottning · e6 vit drottning · f6 svart bonde · g6 svart kung · h6 svart torn · h5 svart bonde · h4 vit bonde · e3 vit bonde · a2 vit bonde · b2 vit bonde · c2 vit bonde · d2 vit bonde · f2 vit bonde · g2 vit bonde · a1 vit torn · b1 vit springare · c1 vit löpare · e1 vit kung · f1 vit löpare · g1 vit springare · h1 vit torn | 4 |
| 3 | f8 svart löpare · g8 svart springare · h8 svart torn · e7 svart bonde · g7 svart bonde · h7 svart drottning · e6 vit drottning · f6 svart bonde · g6 svart kung · h6 svart torn · h5 svart bonde · h4 vit bonde · e3 vit bonde · a2 vit bonde · b2 vit bonde · c2 vit bonde · d2 vit bonde · f2 vit bonde · g2 vit bonde · a1 vit torn · b1 vit springare · c1 vit löpare · e1 vit kung · f1 vit löpare · g1 vit springare · h1 vit torn | f8 svart löpare · g8 svart springare · h8 svart torn · e7 svart bonde · g7 svart bonde · h7 svart drottning · e6 vit drottning · f6 svart bonde · g6 svart kung · h6 svart torn · h5 svart bonde · h4 vit bonde · e3 vit bonde · a2 vit bonde · b2 vit bonde · c2 vit bonde · d2 vit bonde · f2 vit bonde · g2 vit bonde · a1 vit torn · b1 vit springare · c1 vit löpare · e1 vit kung · f1 vit löpare · g1 vit springare · h1 vit torn | f8 svart löpare · g8 svart springare · h8 svart torn · e7 svart bonde · g7 svart bonde · h7 svart drottning · e6 vit drottning · f6 svart bonde · g6 svart kung · h6 svart torn · h5 svart bonde · h4 vit bonde · e3 vit bonde · a2 vit bonde · b2 vit bonde · c2 vit bonde · d2 vit bonde · f2 vit bonde · g2 vit bonde · a1 vit torn · b1 vit springare · c1 vit löpare · e1 vit kung · f1 vit löpare · g1 vit springare · h1 vit torn | f8 svart löpare · g8 svart springare · h8 svart torn · e7 svart bonde · g7 svart bonde · h7 svart drottning · e6 vit drottning · f6 svart bonde · g6 svart kung · h6 svart torn · h5 svart bonde · h4 vit bonde · e3 vit bonde · a2 vit bonde · b2 vit bonde · c2 vit bonde · d2 vit bonde · f2 vit bonde · g2 vit bonde · a1 vit torn · b1 vit springare · c1 vit löpare · e1 vit kung · f1 vit löpare · g1 vit springare · h1 vit torn | f8 svart löpare · g8 svart springare · h8 svart torn · e7 svart bonde · g7 svart bonde · h7 svart drottning · e6 vit drottning · f6 svart bonde · g6 svart kung · h6 svart torn · h5 svart bonde · h4 vit bonde · e3 vit bonde · a2 vit bonde · b2 vit bonde · c2 vit bonde · d2 vit bonde · f2 vit bonde · g2 vit bonde · a1 vit torn · b1 vit springare · c1 vit löpare · e1 vit kung · f1 vit löpare · g1 vit springare · h1 vit torn | f8 svart löpare · g8 svart springare · h8 svart torn · e7 svart bonde · g7 svart bonde · h7 svart drottning · e6 vit drottning · f6 svart bonde · g6 svart kung · h6 svart torn · h5 svart bonde · h4 vit bonde · e3 vit bonde · a2 vit bonde · b2 vit bonde · c2 vit bonde · d2 vit bonde · f2 vit bonde · g2 vit bonde · a1 vit torn · b1 vit springare · c1 vit löpare · e1 vit kung · f1 vit löpare · g1 vit springare · h1 vit torn | f8 svart löpare · g8 svart springare · h8 svart torn · e7 svart bonde · g7 svart bonde · h7 svart drottning · e6 vit drottning · f6 svart bonde · g6 svart kung · h6 svart torn · h5 svart bonde · h4 vit bonde · e3 vit bonde · a2 vit bonde · b2 vit bonde · c2 vit bonde · d2 vit bonde · f2 vit bonde · g2 vit bonde · a1 vit torn · b1 vit springare · c1 vit löpare · e1 vit kung · f1 vit löpare · g1 vit springare · h1 vit torn | f8 svart löpare · g8 svart springare · h8 svart torn · e7 svart bonde · g7 svart bonde · h7 svart drottning · e6 vit drottning · f6 svart bonde · g6 svart kung · h6 svart torn · h5 svart bonde · h4 vit bonde · e3 vit bonde · a2 vit bonde · b2 vit bonde · c2 vit bonde · d2 vit bonde · f2 vit bonde · g2 vit bonde · a1 vit torn · b1 vit springare · c1 vit löpare · e1 vit kung · f1 vit löpare · g1 vit springare · h1 vit torn | 3 |
| 2 | f8 svart löpare · g8 svart springare · h8 svart torn · e7 svart bonde · g7 svart bonde · h7 svart drottning · e6 vit drottning · f6 svart bonde · g6 svart kung · h6 svart torn · h5 svart bonde · h4 vit bonde · e3 vit bonde · a2 vit bonde · b2 vit bonde · c2 vit bonde · d2 vit bonde · f2 vit bonde · g2 vit bonde · a1 vit torn · b1 vit springare · c1 vit löpare · e1 vit kung · f1 vit löpare · g1 vit springare · h1 vit torn | f8 svart löpare · g8 svart springare · h8 svart torn · e7 svart bonde · g7 svart bonde · h7 svart drottning · e6 vit drottning · f6 svart bonde · g6 svart kung · h6 svart torn · h5 svart bonde · h4 vit bonde · e3 vit bonde · a2 vit bonde · b2 vit bonde · c2 vit bonde · d2 vit bonde · f2 vit bonde · g2 vit bonde · a1 vit torn · b1 vit springare · c1 vit löpare · e1 vit kung · f1 vit löpare · g1 vit springare · h1 vit torn | f8 svart löpare · g8 svart springare · h8 svart torn · e7 svart bonde · g7 svart bonde · h7 svart drottning · e6 vit drottning · f6 svart bonde · g6 svart kung · h6 svart torn · h5 svart bonde · h4 vit bonde · e3 vit bonde · a2 vit bonde · b2 vit bonde · c2 vit bonde · d2 vit bonde · f2 vit bonde · g2 vit bonde · a1 vit torn · b1 vit springare · c1 vit löpare · e1 vit kung · f1 vit löpare · g1 vit springare · h1 vit torn | f8 svart löpare · g8 svart springare · h8 svart torn · e7 svart bonde · g7 svart bonde · h7 svart drottning · e6 vit drottning · f6 svart bonde · g6 svart kung · h6 svart torn · h5 svart bonde · h4 vit bonde · e3 vit bonde · a2 vit bonde · b2 vit bonde · c2 vit bonde · d2 vit bonde · f2 vit bonde · g2 vit bonde · a1 vit torn · b1 vit springare · c1 vit löpare · e1 vit kung · f1 vit löpare · g1 vit springare · h1 vit torn | f8 svart löpare · g8 svart springare · h8 svart torn · e7 svart bonde · g7 svart bonde · h7 svart drottning · e6 vit drottning · f6 svart bonde · g6 svart kung · h6 svart torn · h5 svart bonde · h4 vit bonde · e3 vit bonde · a2 vit bonde · b2 vit bonde · c2 vit bonde · d2 vit bonde · f2 vit bonde · g2 vit bonde · a1 vit torn · b1 vit springare · c1 vit löpare · e1 vit kung · f1 vit löpare · g1 vit springare · h1 vit torn | f8 svart löpare · g8 svart springare · h8 svart torn · e7 svart bonde · g7 svart bonde · h7 svart drottning · e6 vit drottning · f6 svart bonde · g6 svart kung · h6 svart torn · h5 svart bonde · h4 vit bonde · e3 vit bonde · a2 vit bonde · b2 vit bonde · c2 vit bonde · d2 vit bonde · f2 vit bonde · g2 vit bonde · a1 vit torn · b1 vit springare · c1 vit löpare · e1 vit kung · f1 vit löpare · g1 vit springare · h1 vit torn | f8 svart löpare · g8 svart springare · h8 svart torn · e7 svart bonde · g7 svart bonde · h7 svart drottning · e6 vit drottning · f6 svart bonde · g6 svart kung · h6 svart torn · h5 svart bonde · h4 vit bonde · e3 vit bonde · a2 vit bonde · b2 vit bonde · c2 vit bonde · d2 vit bonde · f2 vit bonde · g2 vit bonde · a1 vit torn · b1 vit springare · c1 vit löpare · e1 vit kung · f1 vit löpare · g1 vit springare · h1 vit torn | f8 svart löpare · g8 svart springare · h8 svart torn · e7 svart bonde · g7 svart bonde · h7 svart drottning · e6 vit drottning · f6 svart bonde · g6 svart kung · h6 svart torn · h5 svart bonde · h4 vit bonde · e3 vit bonde · a2 vit bonde · b2 vit bonde · c2 vit bonde · d2 vit bonde · f2 vit bonde · g2 vit bonde · a1 vit torn · b1 vit springare · c1 vit löpare · e1 vit kung · f1 vit löpare · g1 vit springare · h1 vit torn | 2 |
| 1 | f8 svart löpare · g8 svart springare · h8 svart torn · e7 svart bonde · g7 svart bonde · h7 svart drottning · e6 vit drottning · f6 svart bonde · g6 svart kung · h6 svart torn · h5 svart bonde · h4 vit bonde · e3 vit bonde · a2 vit bonde · b2 vit bonde · c2 vit bonde · d2 vit bonde · f2 vit bonde · g2 vit bonde · a1 vit torn · b1 vit springare · c1 vit löpare · e1 vit kung · f1 vit löpare · g1 vit springare · h1 vit torn | f8 svart löpare · g8 svart springare · h8 svart torn · e7 svart bonde · g7 svart bonde · h7 svart drottning · e6 vit drottning · f6 svart bonde · g6 svart kung · h6 svart torn · h5 svart bonde · h4 vit bonde · e3 vit bonde · a2 vit bonde · b2 vit bonde · c2 vit bonde · d2 vit bonde · f2 vit bonde · g2 vit bonde · a1 vit torn · b1 vit springare · c1 vit löpare · e1 vit kung · f1 vit löpare · g1 vit springare · h1 vit torn | f8 svart löpare · g8 svart springare · h8 svart torn · e7 svart bonde · g7 svart bonde · h7 svart drottning · e6 vit drottning · f6 svart bonde · g6 svart kung · h6 svart torn · h5 svart bonde · h4 vit bonde · e3 vit bonde · a2 vit bonde · b2 vit bonde · c2 vit bonde · d2 vit bonde · f2 vit bonde · g2 vit bonde · a1 vit torn · b1 vit springare · c1 vit löpare · e1 vit kung · f1 vit löpare · g1 vit springare · h1 vit torn | f8 svart löpare · g8 svart springare · h8 svart torn · e7 svart bonde · g7 svart bonde · h7 svart drottning · e6 vit drottning · f6 svart bonde · g6 svart kung · h6 svart torn · h5 svart bonde · h4 vit bonde · e3 vit bonde · a2 vit bonde · b2 vit bonde · c2 vit bonde · d2 vit bonde · f2 vit bonde · g2 vit bonde · a1 vit torn · b1 vit springare · c1 vit löpare · e1 vit kung · f1 vit löpare · g1 vit springare · h1 vit torn | f8 svart löpare · g8 svart springare · h8 svart torn · e7 svart bonde · g7 svart bonde · h7 svart drottning · e6 vit drottning · f6 svart bonde · g6 svart kung · h6 svart torn · h5 svart bonde · h4 vit bonde · e3 vit bonde · a2 vit bonde · b2 vit bonde · c2 vit bonde · d2 vit bonde · f2 vit bonde · g2 vit bonde · a1 vit torn · b1 vit springare · c1 vit löpare · e1 vit kung · f1 vit löpare · g1 vit springare · h1 vit torn | f8 svart löpare · g8 svart springare · h8 svart torn · e7 svart bonde · g7 svart bonde · h7 svart drottning · e6 vit drottning · f6 svart bonde · g6 svart kung · h6 svart torn · h5 svart bonde · h4 vit bonde · e3 vit bonde · a2 vit bonde · b2 vit bonde · c2 vit bonde · d2 vit bonde · f2 vit bonde · g2 vit bonde · a1 vit torn · b1 vit springare · c1 vit löpare · e1 vit kung · f1 vit löpare · g1 vit springare · h1 vit torn | f8 svart löpare · g8 svart springare · h8 svart torn · e7 svart bonde · g7 svart bonde · h7 svart drottning · e6 vit drottning · f6 svart bonde · g6 svart kung · h6 svart torn · h5 svart bonde · h4 vit bonde · e3 vit bonde · a2 vit bonde · b2 vit bonde · c2 vit bonde · d2 vit bonde · f2 vit bonde · g2 vit bonde · a1 vit torn · b1 vit springare · c1 vit löpare · e1 vit kung · f1 vit löpare · g1 vit springare · h1 vit torn | f8 svart löpare · g8 svart springare · h8 svart torn · e7 svart bonde · g7 svart bonde · h7 svart drottning · e6 vit drottning · f6 svart bonde · g6 svart kung · h6 svart torn · h5 svart bonde · h4 vit bonde · e3 vit bonde · a2 vit bonde · b2 vit bonde · c2 vit bonde · d2 vit bonde · f2 vit bonde · g2 vit bonde · a1 vit torn · b1 vit springare · c1 vit löpare · e1 vit kung · f1 vit löpare · g1 vit springare · h1 vit torn | 1 |
|   | a | b | c | d | e | f | g | h |   |

Patt är en ställning i schack där spelaren som är vid draget inte kan göra något giltigt drag, men inte heller står i schack. Man får inte stå över något drag i schack och ställningen innebär därför att partiet omedelbart slutar oavgjort (remi), oavsett vilka styrkeförhållanden som för tillfället råder på brädet. Patt blir därmed ibland en räddning för en spelare som håller på att förlora ett parti.

## Historia
Innan början av 1800-talet var pattregeln inte helt standardiserad. I en del länder ledde patt till vinst för den ena spelaren.

## Etymologi
Av italienska patta, "likhet"; jämför italienska far patta, "vara kvitt".